# مايك بويل (سياسي)
مايك بويل (بالإنجليزية: Mike Boyle)‏ هو محامي وسياسي أمريكي، ولد في 19 يناير 1944 في لوس أنجلوس في الولايات المتحدة. حزبياً، نشط في الحزب الديمقراطي.